# Jüdischer Friedhof (Coburg)
Der Jüdische Friedhof in der oberfränkischen Stadt Coburg ist eine jüdische Begräbnisstätte auf dem Glockenberg, die erstmals 1874 belegt wurde.

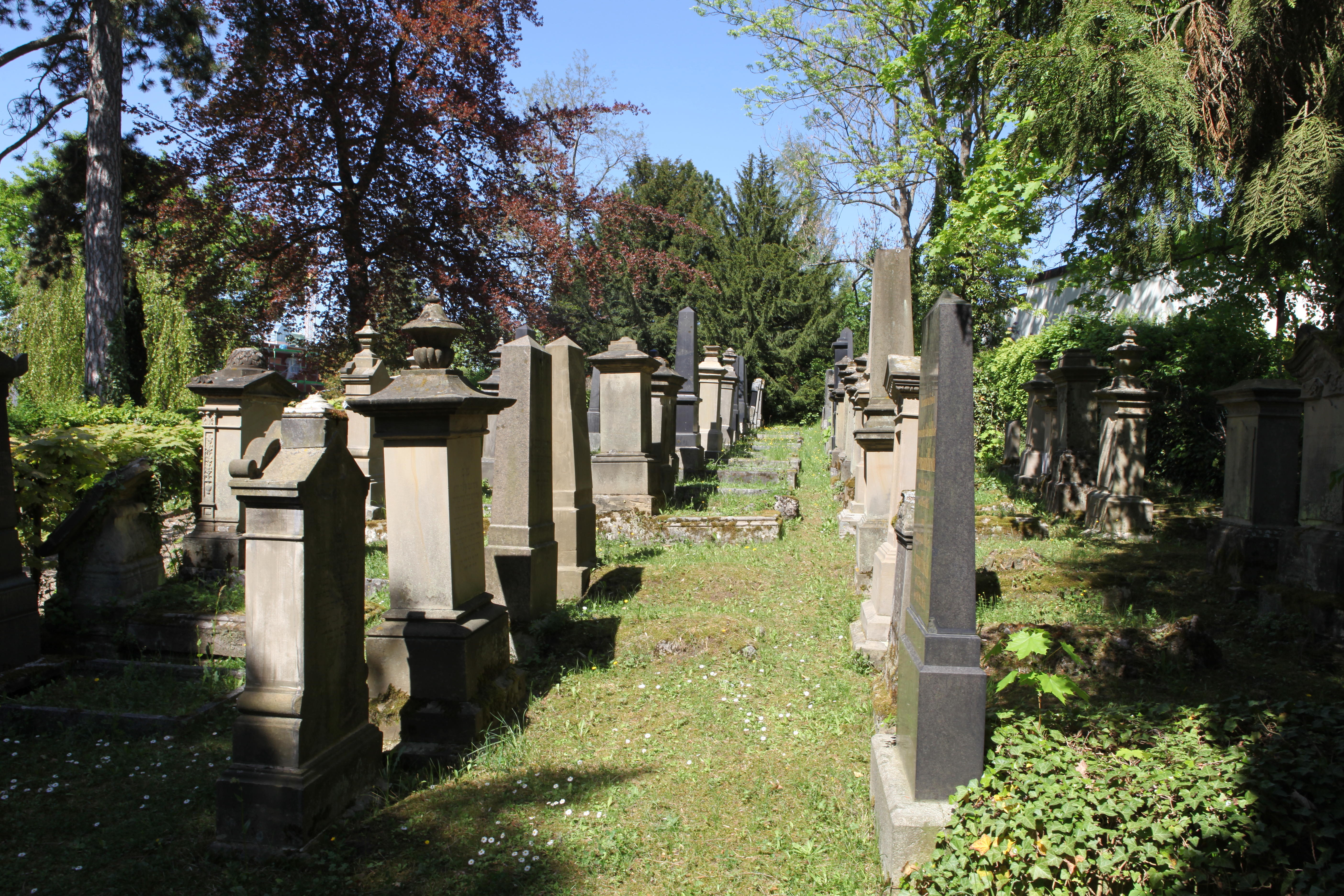
Jüdischer Friedhof in Coburg

## Lage
Der 1450 m² große Friedhof, auf dem sich etwa 200 Grabsteine befinden, liegt auf dem Glockenberg, östlich des städtischen Friedhofs, am Ende der Hauptallee. Er ist von diesem durch eine brusthohe Hecke getrennt.

## Geschichte

### Mittelalterlicher Friedhof
Die Ansiedlung von Juden in Coburg begann wohl im Laufe des 13. Jahrhunderts. Ende des 14. Jahrhunderts war eine größere jüdische Gemeinde entstanden. Anfangs wurden die Toten in sogenannten Judengruben begraben. 1413 erlaubte Landgraf Wilhelm II. von Meißen die Anlage eines jüdischen Friedhofs im Westen vor den Stadtmauern. Mitte des 15. Jahrhunderts löste sich die jüdische Gemeinde aufgrund von Vertreibung auf. Die letzte Bestattung fand 1466 statt. Der aufgelassene Friedhof wurde 1536 letztmals erwähnt und 1896 beim Bau des Hauses Judengasse 50 wiederentdeckt. Neben menschlichen Knochen wurde auch ein Grabstein von 1457 gefunden.

### Bestattungen außerhalb Coburgs
Erste Niederlassungen von Juden in Coburg begannen wieder ab Anfang des 19. Jahrhunderts. Die Toten der jüdischen Gemeinde wurden anfangs in Autenhausen oder Untermerzbach bestattet.

### Bestattungen innerhalb Coburgs
Eine Besonderheit in ganz Franken ist der Privatfriedhof der Familie Simon. Diesen durfte die 1806 niedergelassene Familie in den 1850er Jahren anlegen.
Im Jahr 1870 wendeten sich die in Coburg ansässigen jüdischen Familie erstmals an die Stadt um ein Areal des 1869 erweiterten Friedhofs für ihre Begräbnisse erwerben zu können. Anfang 1872 lehnte dies die Stadt mit der Begründung, dass eine jüdische Abteilung gegen die Friedhofsordnung verstoßen würde, ab. Versuche neben dem Simonschen Friedhof Gelände zu erwerben waren erfolglos. Mit Einzelgräbern auf dem städtischen Friedhof, nach einem Vorschlag des Magistrats, waren die jüdischen Bürger nicht einverstanden, da eine dauerhafte Totenruhe einer begrenzten Ruhefrist entgegensteht. Erst nach der Gründung der israelitischen Kultusgemeinde Ende 1872 als juristische Institution konnte diese im Juli 1873 von der Stadt 0,2895 Hektar für 1600 Gulden am östlichen Ende des Friedhofs für ein eigenes Bestattungsfeld erwerben. Der Leichenwagen und das Leichenhaus durften gegen Entgelt mitbenutzt werden. Die erste Beisetzung war am 12. Juli 1874.
1923 kam es zu Beschädigungen auf dem Friedhof. 1936 wurden die Benutzung der Leichenhalle und der Hauptallee durch den christlichen Friedhof als Zugang verboten. Die Toten mussten um den städtischen Friedhof herumgetragen werden. Im nicht belegten Bereich wurden nach dem Untergang der jüdischen Kultusgemeinde 1942 die in Coburg während des Zweiten Weltkrieges verstorbenen Zwangsarbeiter aus Osteuropa begraben. Über 200 jüdische Bürger wurden bestattet. Die letzte Beerdigung auf dem von der Stadt Coburg gepflegten Friedhof fand 1988 statt.

## Grabstätten

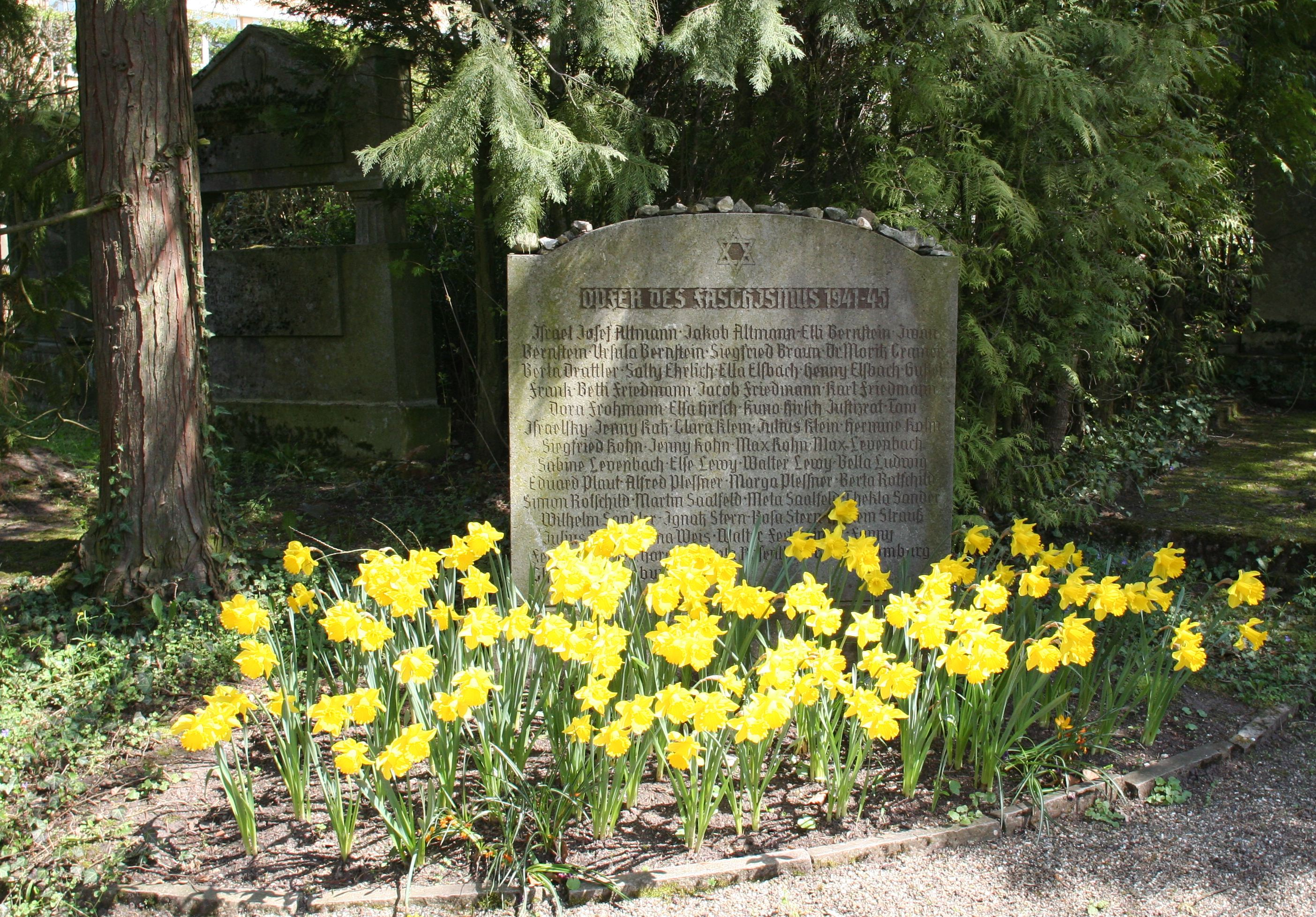
Gedenkstein für die jüdischen Opfer des Nationalsozialismus

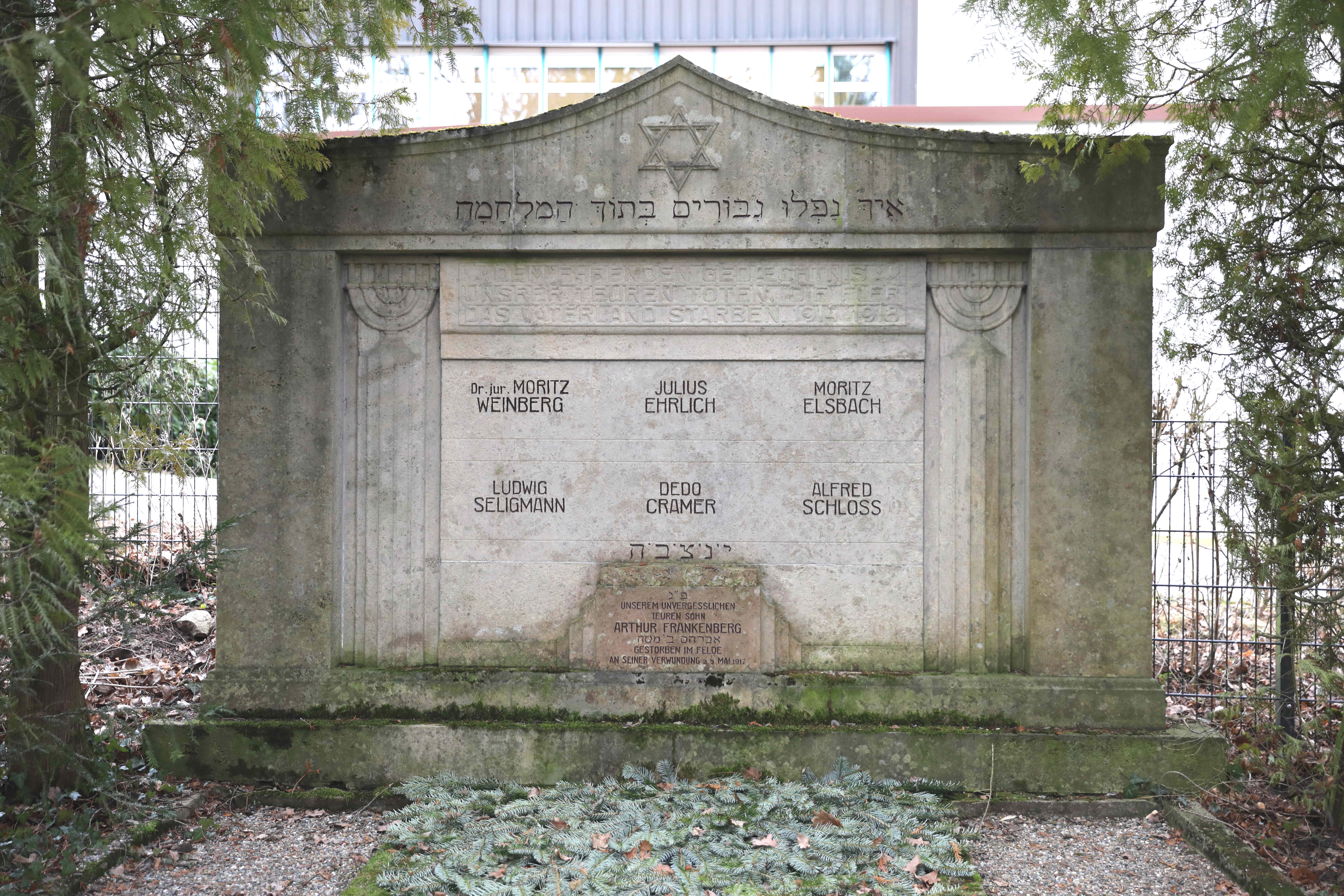
Ehrendenkmal für die gefallenen Mitglieder der Kultusgemeinde

Rechts vom Eingang stehen drei Reihen von Grabsteinen (1941 und nach 1945), links ältere aus der Zeit vor und um 1900. Die ältesten Mazewot sind aus Sandstein, ab etwa 1900 aus dem beständigeren Marmor. Alle Grabsteine tragen eine hebräische und deutsche Inschrift. Am westlichen Eingang ist ein Gedenkstein mit den Namen von 48 Coburger Juden, die dem Nationalsozialismus zum Opfer fielen, vorhanden. Die Aufzählung ist aber unvollständig. Außerdem befindet sich dort das am 7. Dezember 1919 eingeweihte Ehrendenkmal für die sieben im Ersten Weltkrieg gefallenen Mitglieder der Kultusgemeinde. Als einziger ist Arthur Frankenberg hier begraben. Der Gedenkstein aus grauem Sandstein trägt oben den Davidstern. Darunter befinden sich die hebräische Inschrift „Den Helden gefallen im Krieg“ und die Namen der Soldaten, seitlich eingerahmt durch die beiden angedeuteten Säulen des ersten Jerusalemer Tempels, Jachin und Boas.
Zu den bemerkenswerten Grabstätten gehört das der Familie des Möbelfabrikanten David Löwenherz. Es ist eine Grabanlage zu der Stufen mit seitlichen Vasen hinaufführen. In der Mitte befindet sich der Gruftdeckel zwischen zwei Sitzbänken und das Grabmal als Ädikula mit seitlichen Vasen und Volutenaufsatz. Die Grabstätte der Familie des Sanitätsrats Dr. Adolf Masur, der Vorsitzender der israelitischen Kultusgemeinde von 1914 bis 1941 war, zieren ein Gebälk mit Inschrift und Davidstern, getragen von zwei Pfeifenpilastern.